# Gradil
Gradil is een plaats (freguesia) in de Portugese gemeente Mafra en telt 901 inwoners (2001).